# Thyas regina
Thyas regina là một loài bướm đêm trong họ Erebidae.